# Dipartimento di Tengréla
Il dipartimento di Tengréla è un dipartimento della Costa d'Avorio situato nella regione di Bagoué, distretto di Savanes.
La popolazione censita nel 2014 era pari a 118.405 abitanti.
Il dipartimento è suddiviso nelle sottoprefetture di Débété, Kanakono, Papara e Tengréla.